# Student of the Game
Student of the Game è il sesto album solista del rapper statunitense N.O.R.E. a.k.a. P.A.P.I., pubblicato il 16 aprile del 2013 e distribuito dalla label indipendente eOne, da Membran e da Thugged Out Militainment nei mercati di Regno Unito ed Europa. In Giappone la commercializzazione è affidata a eOne, Thugged Out Militainment e Victor.
Collaborano French Montana, 2 Chainz, Pusha T, Jeremih, Scarface, Lil Wayne, Tragedy Khadafi, Havoc dei Mobb Deep, Busta Rhymes, Jeremih, Raekwon e Swizz Beatz. Alle produzioni, tra gli altri, Large Professor, Pete Rock e Pharrell Williams.
| Recensione     | Giudizio |
| -------------- | -------- |
| AllMusic       | [ 1 ]    |
| RapReviews.com | [ 2 ]    |
| HipHopDX       | [ 3 ]    |

## Tracce
1. Kenny Smith Speaks – 0:15
2. Student of the Game – 2:39 (testo: Victor Santiago – musica: Cookin' Soul)
3. Tadow (featuring French Montana, 2 Chainz & Pusha T) – 4:09 (testo: Santiago, Karim Kharbouch, Tauheed Epps, Terrence Thornton, R. Fresser, S. Green – musica: Illa, Inf)
4. Hang Hang Resume – 1:48
5. The Problem (Lawwwddd) (featuring Pharrell) – 3:30 (testo: Santiago, Pharrell Williams – musica: Pharrell)
6. What I Had to Do (featuring Scarface) – 3:04 (testo: Santiago, Brad Jordan, Edwin Almonte – musica: SPK)
7. Victor Cruz Speaks – 0:15
8. Vitamins (featuring Pete Rock) – 3:41 (testo: Santiago, Peter Phillips – musica: Pete Rock)
9. Thirsty – 3:12 (testo: Santiago, C Barrionuevo JR – musica: Charli Brown Beatz)
10. Scott Disick Speaks – 0:29
11. Fowl Niggaz – 2:20 (testo: Santiago, Fresser, Green – musica: Illa, Inf)
12. She Tried (featuring Lil Wayne) – 2:40 (testo: Santiago, Fresser, Green, Dwayne Carter – musica: Illa, Inf)
13. Camouflage Unicorns (featuring Tragedy Khadafi & Havoc) – 3:20 (testo: Santiago, Percy Chapman, Kejuan Muchita, Marc Shemer – musica: Scram Jones, DJ Thoro)
14. Only Bad Ones (featuring Jeremih) – 4:12 (testo: Santiago, Jeremih Felton, C Barrionuevo JR. – musica: Charli Brown Beatz)
15. God’s Angel (featuring Mick Jones & Chris Jones) – 3:31 (testo: Santiago – musica: Hazardis Soundz)
16. Built Pyramids (featuring Large Professor) – 4:28 (testo: Santiago, William Mitchell – musica: Large Professor)
17. Faces of Death (featuring French Montana, Swizz Beatz, Raekwon & Busta Rhymes) – 4:15 (testo: Santiago, Kharbouch, Kasseem Dean, Corey Woods, Trevor Smith, Orlando Tucker – musica: Jahlil Beats)
18. Drunkerer – 1:50
19. Dreaming (featuring ¡Mayday! & Tech N9ne) – 3:50 (testo: Santiago, C. Barrionuevo JR, Aaron Yates – musica: Charli Brown Beatz)

Durata totale: 53:28

## Classifiche
| Classifica (2013)         | Posizione massima |
| ------------------------- | ----------------- |
| US Independent Albums     | 24                |
| US Top R&B/Hip-Hop Albums | 15                |